# Steinerud Station
Steinerud Station (Steinerud stasjon) er en metrostation på Holmenkollbanen på T-banen i Oslo. Stationen ligger 75,6 meter over havet.
Stationen åbnede i 1900, to år efter åbningen af banen mellem Majorstuen og Holmenkollen, nu Besserud. Stationens formål var at betjene patienter, pårørende og ansatte på Diakonhjemmet Sykehus, og indtil 1936 hed stationen da også netop Diakonhjemmet. Med tiden blev vejen fra stationen til sygehuset imidlertid lukket, og i stedet benyttede folk med ærinde der Frøen. Som følge heraf blev stationen omdøbt til Steinerud efter den gård, der lå der, hvor sygehuset ligger i dag. 